# عمرو شريف (لاعب كرة سلة)
عمرو شريف مواليد 14 يونيو 1991 هو لاعب كرة سلة مصري.